# Jaroslav Radvanovský
Jaroslav Radvanovský (* 18. února 1950, Československo) je bývalý československý hokejový brankář.
S hokejem začínal na Spartě, kde nastoupil poprvé do nejvyšší československé ligy v sezóně 1972/73. Zde strávil šest sezón a poté přestoupil do TJ Zetor Brno, kde odehrál ve dvou sezónách 65 zápasů. Od sezóny 1980/81 nastupoval za Teslu Pardubice, kde strávil pět sezón a odehrál zde 57 zápasů. Po sezóně 1984/85 přestoupil do druholigového TJ Kolín, kde kariéru ukončil v roce 1986.

## Sezóna
| Sezóna                          | Tým                             | Liga                            | Z   | V | P | R | MIN  | GA  | SA   | SO   | GAA  | Úsp. (%) |
| ------------------------------- | ------------------------------- | ------------------------------- | --- | - | - | - | ---- | --- | ---- | ---- | ---- | -------- |
| 1972–1973                       | HC Sparta Praha                 | ČHL                             | —   | — | — | — | —    | —   | —    | —    | —    | —        |
| 1973–1974                       | HC Sparta Praha                 | ČHL                             | 5   | — | — | — | —    | 16  | 3,20 | —    | 6,60 | —        |
| 1974–1975                       | HC Sparta Praha                 | ČHL                             | 41  | — | — | — | —    | 16  | 0,39 | —    | —    | 91,21    |
| 1975–1976                       | HC Sparta Praha                 | ČHL                             | 5   | — | — | — | —    | 16  | 3,20 | —    | —    | 91,06    |
| 1976–1977                       | HC Sparta Praha                 | ČHL                             | 9   | — | — | — | —    | -   | 2,70 | —    | —    | —        |
| 1977–1978                       | HC Sparta Praha                 | ČHL                             | 4   | — | — | — | 120  | 6   | 3,00 | —    | —    | —        |
| 1978–1979                       | TJ Zetor Brno                   | ČHL                             | 33  | — | — | — | 1692 | 103 | —    | —    | 3,65 | 93,05    |
| 1979–1980                       | TJ Zetor Brno                   | ČHL                             | 32  | — | — | — | 1580 | 98  | —    | 3,72 | —    | —        |
| 1980–1981                       | Tesla Pardubice                 | ČHL                             | 19  | — | — | — | —    | 62  | —    | —    | 3,26 | —        |
| 1981–1982                       | Tesla Pardubice                 | ČHL                             | 25  | — | — | — | —    | 62  | —    | —    | 3,88 | 90,92    |
| 1982–1983                       | Tesla Pardubice                 | ČHL                             | 4   | — | — | — | 162  | 18  | —    | —    | 6,67 | —        |
| 1983–1984                       | Tesla Pardubice                 | ČHL                             | 4   | — | — | — | 166  | 17  | —    | —    | 0,47 | —        |
| 1984–1985                       | Tesla Pardubice                 | ČHL                             | 5   | — | — | — | —    | —   | —    | —    | —    | —        |
| 1985–1986                       | TJ Kolín                        | 2ČHL                            | —   | — | — | — | —    | —   | —    | —    | —    | —        |
| Československá extraliga celkem | Československá extraliga celkem | Československá extraliga celkem | 177 | — | — | — | 3720 | 449 | —    | —    | —    | —        |